# 西堀ローサ

西堀ローサとその周辺の位置関係

西堀ローサ（にしぼりろーさ）は、新潟県新潟市中央区の西堀通（新潟市道）地下にあった地下街。新潟市が運営する第三セクター「新潟地下開発」が運営管理を行っていた。都市計画道路としての名称は「西堀地下道」。
運営する新潟地下開発は2025年（令和7年）10月までに会社を解散することを決議し、地下街の約30のテナントに対して2025年春ごろまでに退店するよう要請。同年3月31日に全店が営業を終了した。

## 概要

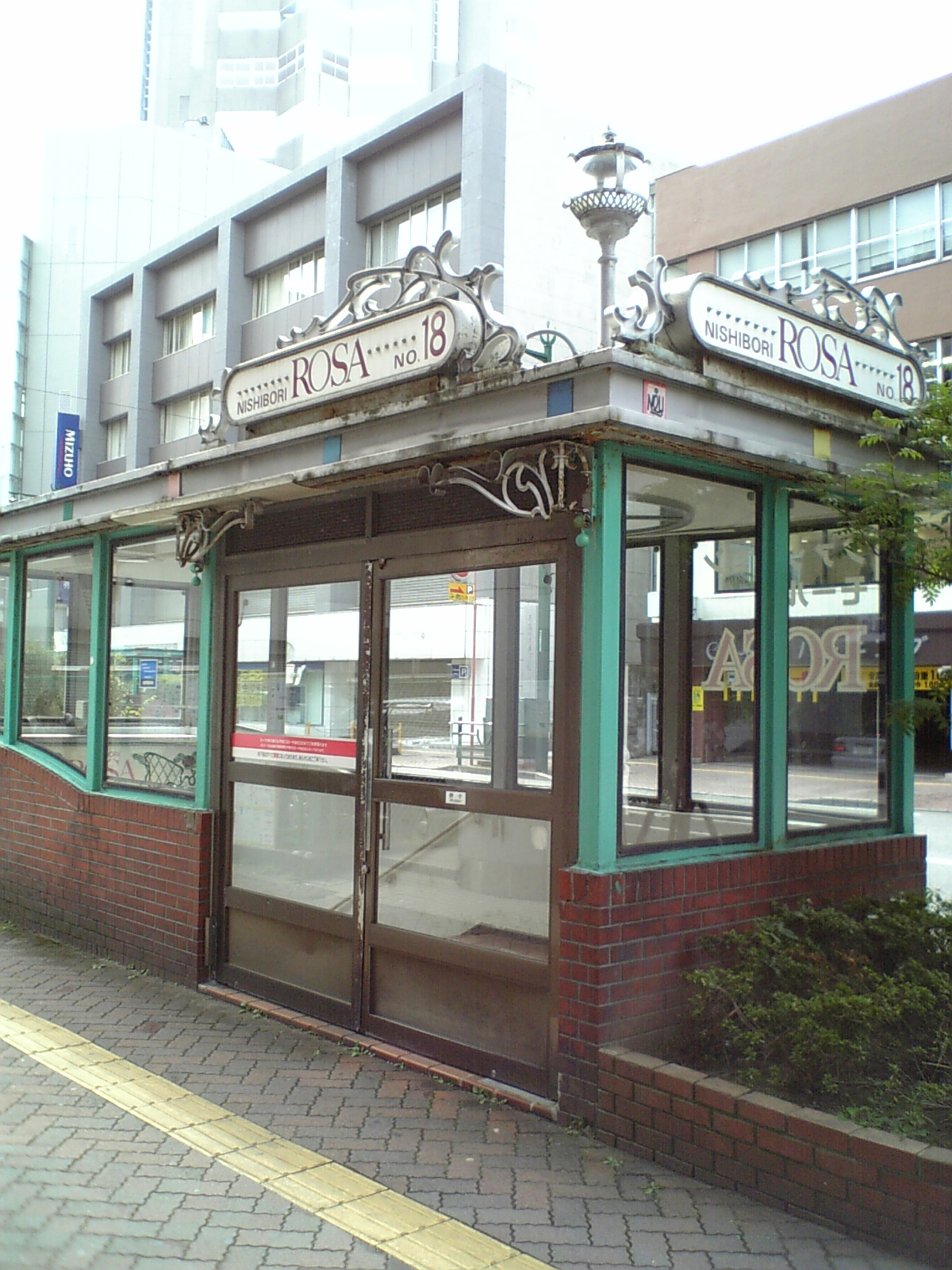
西堀ローサ 18番出入口
（2007年10月13日）

歩車分離を目的とした鉄道駅に隣接する多くの地下街とは違い、新潟島の中心部商店街（古町ほか）のための地下駐車場に併設する形で設置された。
西堀通の地下1階に設けられており、柾谷小路と交差する西堀交差点地下を中心に、南南西側の新津屋小路・営所通交差点から北北東側の新堀通交差点に向かって延びる幅6m、延長330mの地下通路に、46のテナント区画が設けられていた。
地下街でありながら鉄道駅には近接していない、全国的に珍しい形態の地下街だった。最寄りのJR駅は新潟駅または白山駅であり、いずれも直線で2km弱ほど離れているが、両駅とはバス路線の萬代橋ラインで結ばれており、地下街と階段で直結されている「古町」バス停からはいずれの駅にも約8分（各停利用）。
サイン類には「ROSA」と表記されていた。県外からの来訪者がしばしば「ローザ」と誤読するケースがあるが、正しくは「ローサ」である。

## テナント・施設
テナント構成は、ファッションブランド店、雑貨店などのほか、消費生活センターなど市の施設も混じっていた。
西堀交差点地下の中心部にはパブリックスペース「出逢いの広場」があった。普段は休憩・バス待合スペースだが、イベント等への貸し出しも行われていた。この出逢いの広場を中心に、南南西側の通路を6th Avenue（シックス・アベニュー、6番街）、北北東側の通路を7th Avenue（セブンス・アベニュー、7番街）と呼ぶ。これは地上部の西堀前通の地番がそれぞれ「六番町」「七番町」となっているのに倣ったものである。なお、出逢いの広場にはかつて噴水が設けられていたが、老朽化のため撤去され、この場所にバスや佐渡汽船等の公共交通の発着情報を表示するモニターが設置された。
西堀通沿いに出入口がNo.1からNo.22まで設けられており、西堀6番館ビル（新潟地下開発が運営する商業・オフィスビル、エスカレーター設置）、NEXT21（2016年1月31日までラフォーレ原宿が入居）、西堀第2ビルのそれぞれ地下1階、古町ルフル前の広場（エスカレーター・エレベーター設置）と連絡している。トイレは6th、7thに各1箇所、多目的トイレは出逢いの広場付近に1箇所設けられていた。また、広場内には設備管理を担当する防災センターが設置され、自動体外式除細動器（AED）、コインロッカーが設置されていた。なお、各設備の位置関係はギャラリー「各出口付近に設けられる案内サイン」の画像および#外部リンクのフロアマップを参照。

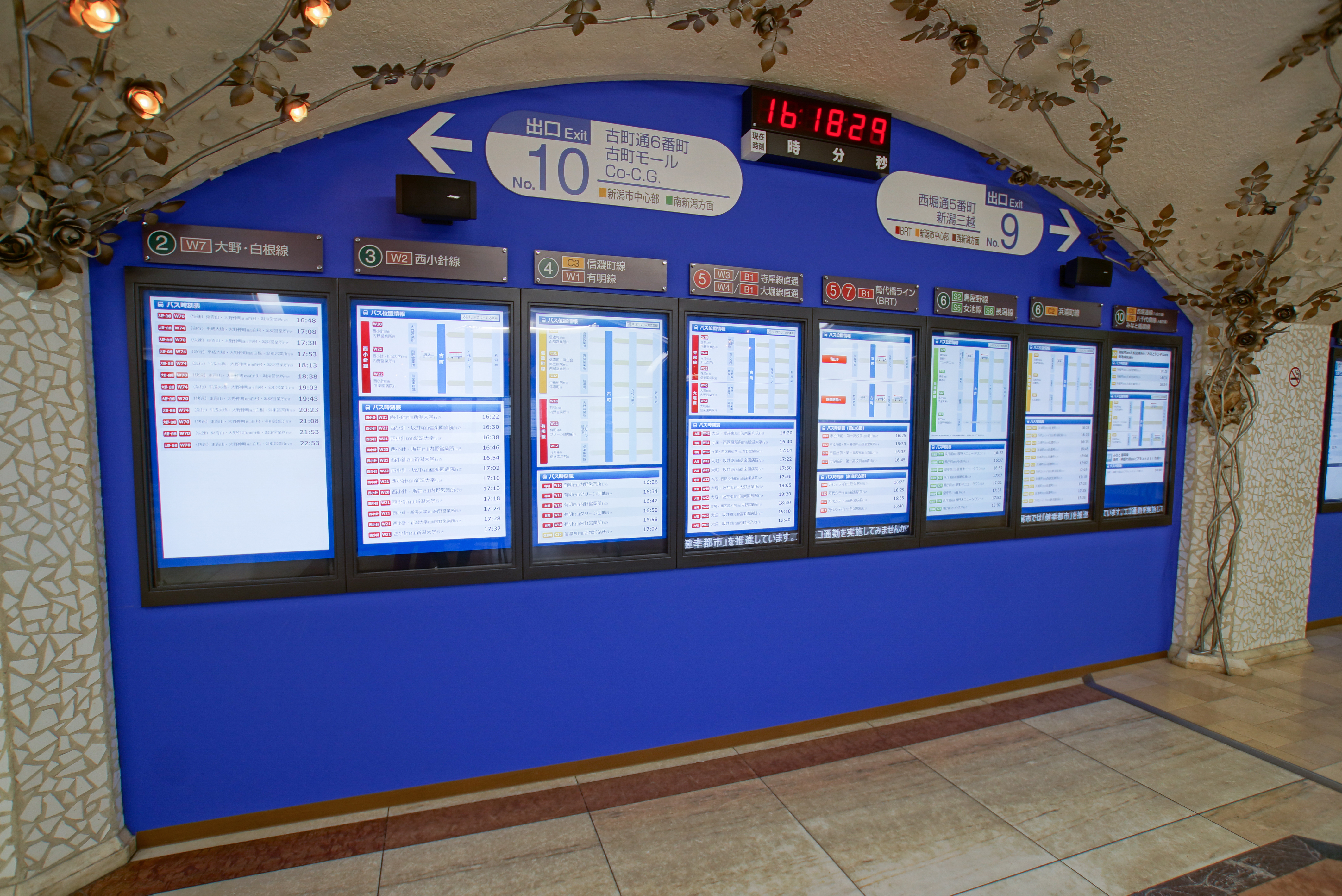
「出逢いの広場」に設けられている公共交通発着案内（2017年3月30日）
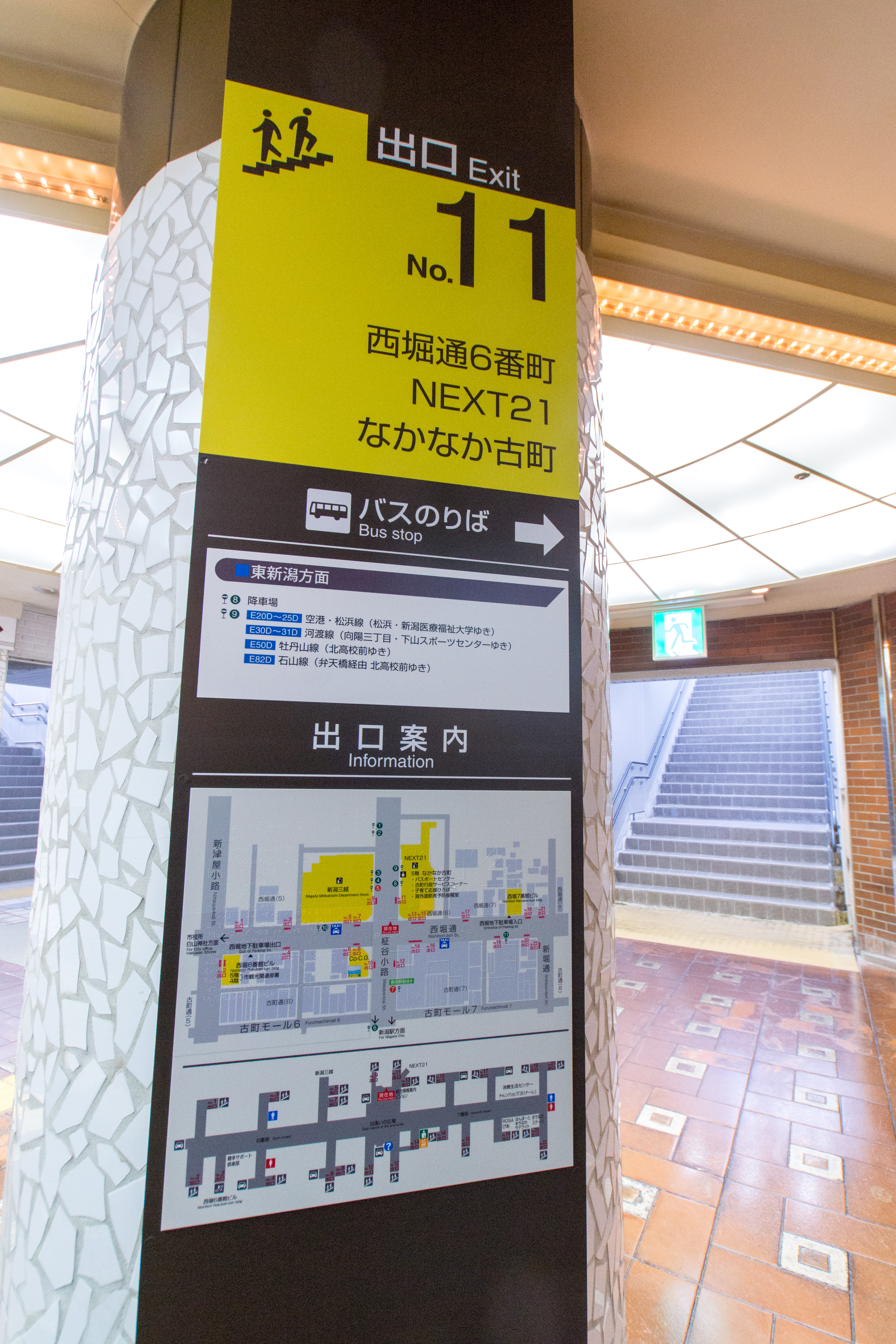
各出口付近に設けられる案内サイン（2017年3月30日）
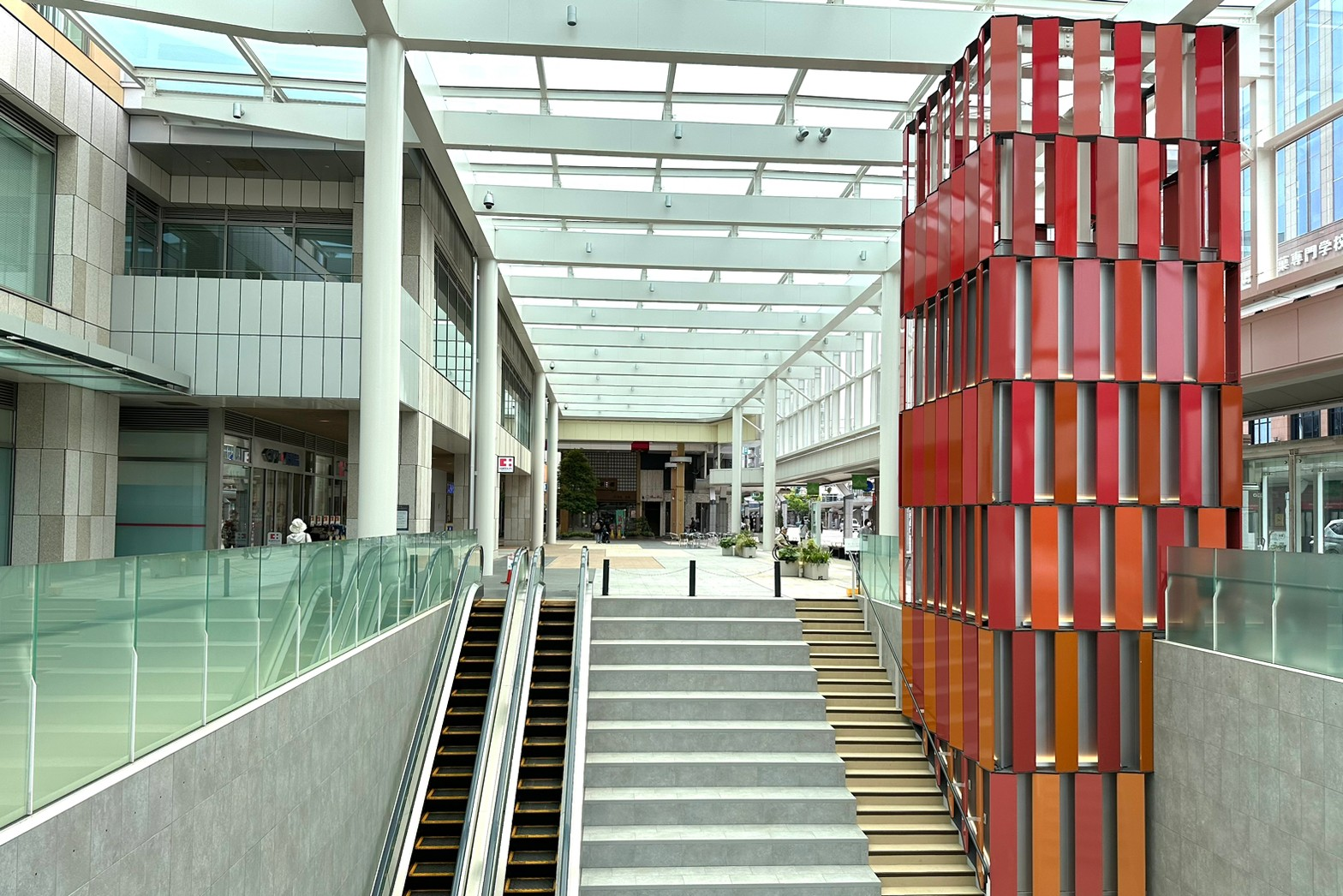
古町ルフルからの入口（2023年8月）

### チャレンジショップ「ヨリナーレ」
7th Avenueには、新潟商工会議所の「まちづくり支援課」が中心となって運営する新潟市中心市街地活性化協議会（にいがたタウンマネージメント機関、以下TMO）がオープンしたチャレンジショップ『ヨリナーレ』の店舗があった。これは、ローサのみならず周辺の古町エリアにおいて、店舗経営者の高齢化や郊外大型店の台頭等によって空き店舗の増加が深刻化していたことを背景として、独立開業する意欲を持つ若者の起業家育成を目的に、市から補助金の交付を受けて区画を借り上げて2001年（平成13年）10月5日にオープンしたものである。「ヨリナーレ」は新潟弁の「寄りなれ（＝寄っていらっしゃい）」をもじったもの。さらに「商人としてより大きくなれ」という願いも込められている。
ヨリナーレは飲食チャレンジショップと物販チャレンジショップから成り、後者は1店舗の区画が細かく設定されていた。家賃や共益費は低廉に設定されており、ブース内に店舗を設けた入居者は、TMOの担当者から仕入れや販売、開業のノウハウ等の指南を受ける。TMOはこのシステムによって将来商店街の担い手となる起業家の育成を図り、独立開業を推進することによって新潟市内の商店街の活性化・商業振興を目指していた。
入居可能期間は原則として2年程度とされていた。

### まちなかステージ「よろっtoローサ」
よろっtoローサ（よろっとローサ）は、ステージイベントを通して中心市街地を活性化させることを目的に、2011年（平成23年）4月に7th Avenueにオープンした新潟市の施設である。観覧予約不要の各種イベントが原則入場無料で開かれていた。

### ほんぽーと まちなかサテライト
市立図書館「ほんぽーと」のPRスペースとして2011年7月1日に7th Avenueにオープンした。図書の貸出・返却は行われていないが、市ゆかりの漫画家の作品、絵本や雑誌など合わせて約千冊を備え、座って読むことのできるコーナーが設けられていたが、2017年に閉室した。

### 新潟市西堀地下駐車場
西堀ローサの階下の地下2階は駐車場となっており、各所に設けられた連絡階段で接続されていた。午前7時30分から午後10時00分まで、料金は30分180円、1泊900円（20:00 - 翌8:00）。古町・本町地区で買い物・飲食をした場合に金額に応じて無料駐車券がもらえる共通駐車券サービス「くるまでふるまち」に対応している。
建設当時は機械式による2段型となっていたが、老朽化により平面型に変更された。機械式当時は、車両の出入りの際に係員が制御盤を操作して車両を移動させていた。

## 歴史

### 開業
1970年代当時、新潟市の中心繁華街である古町では急速なモータリゼーションの進歩から駐車場不足が深刻化しつつあった。そこで市は、西堀通の地下を開削して地下駐車場を建設する計画を立案し、新潟県は都市計画道路「西堀地下道」として1973年（昭和48年）5月11日付で計画決定を告示した。しかし「せっかくの地下空間だから地下街も作ってはどうか」という意見が寄せられたのをきっかけに計画が変更され、地下1階に地下街が、地下2階に駐車場が整備された。両施設とも1976年（昭和51年）9月15日に竣工式を執り行い、10月16日に同時オープンした。建設費は、1972年（昭和47年）の当初計画では21億円だったが、オイルショックによる狂乱物価の影響で、完成時には68億円にのぼった。

### バブル崩壊後
ローサはオープン以来、前述の通り若者向けに特化したテナント構成を執っており、ピーク時の1991年（平成3年）度の総売上高は約50億円を記録した。だが、バブル崩壊以降は業績が急速に悪化。さらに市内ではローサ以降、新潟WITHやプラーカ新潟、NEXT21、ビルボードプレイス、デッキィ401など、ローサ同様の若者向け複合商業施設や、郊外の大規模商業施設が相次いで整備される。売上は伸び悩み、1997年（平成9年）度の総売上高は30億円を割り込んだ。

### 経営改善計画
慢性的な経営不振に陥った新潟地下開発は、2001年（平成13年）に駐車場を20億円で市に売却。さらに整理回収機構の支援を受け、2006年（平成18年）には10箇年の経営改善計画を策定し、市からも9億円の融資と増資（2017年現在、約52.6%の株式を保有）の支援を受けているが、その後もラブラ万代などの複合商業施設やイオン新潟南ショッピングセンターなど郊外型ショッピングセンターが相次いで進出したことも相俟って、2007年（平成19年）度の総売上高は過去20年間最低の16億円台にまで落ち込んだ。
またテナント構成は現在も若者向けとなったままだが、ローサの通行客の中心層は若者中心から40-60代にシフトしており「通行客とテナント構成が合致していないのが業績不振に繋がっている。地上の路面店と連携するような幅広い年齢層をターゲットにすべきではないか」という指摘がかねてから寄せられていた。
新潟地下開発では経営改善計画を策定した2006年（平成18年）当時「好調な売上を挙げる店舗もあり、今のコンセプトを変える必要はない。古町周辺の各商店街が客層を棲み分けしながら連携することが重要だ」としてテナント構成の変更には否定的で、実際2007年（平成19年）春までは全区画が埋まっていた。
しかし、その後もローサ内に入居していたテナントが個店舗を構えたり、他の複合施設へ移転するなどして撤退が相次いだため、2009年（平成21年）5月末に3店舗が撤退して6月時点では全46区画中半数の23区画が空店舗となった。
加えて既に築30年を越えて設備の老朽化も著しく、各出入口は階段のみとなっているなどバリアフリー対策の立ち遅れも指摘されており、施設の維持と幅広い客層を確保できるテナントの誘致が大きな課題となっていた。
こうした状況を受けて、新潟市は2009年（平成21年）6月、追加経済対策の一環として「中心市街地活性化事業」に総額1億7000万円を計上。ローサの7th側の10区画を改修し、観光インフォメーションセンターと保健所の窓口などを開設する方針を明らかにした。市長の篠田昭は6月5日の定例記者会見で計画を発表し「今年は観光交流年であり、新潟市の食や農業をアピールする場にしたい」と話した。また老朽化した施設について「市が思い切った支援をする必要がある」と将来的には大規模な改修が必要であるとの見方を示し、さらにテナント構成についても「三越や大和に来店する客層を対象にした構成にシフトする必要がある」と、旧来の方針を転換するよう求めた。
その後改修を経て同年8月1日、「まちなか情報ひろば」がオープンした。ひろばは新潟市の観光情報を案内・展示する「にいがた文化・観光お尋ね処」、市内の博物館・美術館を紹介する「ミュージアムNOW」、同年の“新潟県大観光交流年”に関連する展示に加え、民放4局による新潟市の広報番組を放映する「大観光交流年広場」、市内8行政区を紹介する「8区のお宝広場」、市保健所の情報コーナー「けんこう広場 ROSAぴあ」、新潟市出身やゆかりのある著名人・団体を紹介する「にいがた宝人館」、ライブスペースを備えたジャズに関する展示コーナー「まちなかステージ Piano Piano」の7つのスペースから成っていた。
新潟地下開発はテナントの新規開拓に注力し、2010年（平成22年）1月下旬までに計23社の新規テナント誘致に成功。このうち約6割が県外資本で、いずれも新潟県内初出店。これら新店舗は4月23日に一斉オープンし、全46区画が2007年（平成19年）春以来約2年ぶりに埋まった。新潟地下開発では「多数の空き区画がある中で五月雨式に順次出店した場合、テナント側にも来客者側にも悪印象を与える恐れがある。全店舗を一斉に出店させることで、古町周辺地域も含めた誘客効果を図った」としている。しかし、2010年代を通して総売上は減少を続けた。

### 全テナント退店へ
2023年（令和5年）11月20日、西堀ローサを運営する新潟市の第三セクター「新潟地下開発」が臨時株主総会を開催し、2025年10月までに会社を解散する方針を正式に決定した。市からの借入金9億円返済が不可能となったためである。同年9月に30年使い続けた空調の故障を修理した直後のことだった。
これに伴い、新潟地下開発は地下商店街に入る約30の店舗に対して2025年春ごろまでに退店するよう要請。2025年3月31日に最後まで営業していた約10店舗が閉店して全店が営業を終了した。

### 統計
| 年度     | テナントの総売上高 |
| -------- | ------------------ |
| 1991年度 | 50億円             |
| 2004年度 | 21億1720万円       |
| 2005年度 | 21億6901万円       |
| 2006年度 | 22億8086万円       |
| 2007年度 | 16億4326万円       |
| 2008年度 | 12億0888万円       |
| 2009年度 | 05億0973万円       |
| 2010年度 | 04億9299万円       |
| 2011年度 | 03億7664万円       |
| 2012年度 | 03億5985万円       |
| 2013年度 | 02億9404万円       |
| 2014年度 | 02億3788万円       |
| 2015年度 | 02億1642万円       |
| 2016年度 | 01億9658万円       |
| 2017年度 | 02億0603万円       |
| 2018年度 | 01億8768万円       |
| 2019年度 | 01億4222万円       |
| 2020年度 | 01億2841万円       |
| 2021年度 | 01億1972万円       |
| 2022年度 | 01億2846万円       |
| 2023年度 | 09882万円          |

テナントの総売上高（単位：億円）… 公表分のみ表示